# Дворянское (Волгоградская область)
Дворянское — село в Камышинском районе Волгоградской области, в составе Мичуринского сельского поселения. Предположительно основано в середине XIX века.
Население — 2086 чел. (2010).
В селе находится Федеральное казённое учреждение «Волгоградская психиатрическая больница (стационар) специализированного типа с интенсивным наблюдением», предназначенная для лечения опасных для общества лиц. Одна из восьми психбольниц подобного рода в России.

## История
Основано на землях города Камышина как мещанский хутор Дворянский не позднее 1858 года. В 1861 году в хуторе имелось 72 двора, проживало 250 душ мужского и 320 женского пола. В 1891 году имелось уже 148 дворов, проживало 427 душ мужского и 428 женского пола. Хутор относился к Камышинскому уезду Саратовской губернии.
С 1928 года село — центр Дворянского сельсовета в составе Камышинского района Камышинского округа (округ ликвидирован в 1934 году) Нижневолжского края (с 1935 года — Сталинградского края, с 1936 года — Сталинградской области, с 1961 года — Волгоградской области). В 2005 году село включено в состав Мичуринского сельского поселения.

## Физико-географическая характеристика
Село расположено в центральной части Камышинского района, в пределах Приволжской возвышенности, являющейся частью Восточно-Европейской равнины, на левом берегу реки Иловля, напротив села Веселово, на высоте 103 метра над уровнем моря. Почвы каштановые, в пойме Иловли — пойменные засоленные.
По автомобильным дорогам расстояние до административного центра сельского поселения посёлка Мичуринский — 24 км, до районного центра Камышин — 23 км, до областного центра города Волгоград — 210 км, до города Саратов — 180 км. У восточной границы села проходит железнодорожная ветка Саратов—Иловля. Ближайшая железнодорожная станция Умёт-Камышинский расположена в селе Умёт.
Климат
Климат умеренный континентальный (согласно классификации климатов Кёппена — Dfa). Многолетняя норма осадков — 400 мм. Наибольшее количество осадков выпадает в июле — 48 мм, наименьшее в марте — 22 мм. Среднегодовая температура положительная и составляет + 6,8 °С, средняя температура самого холодного месяца января −9,6 °С, самого жаркого месяца июля +22,7 °С.
Часовой пояс
Дворянское, как и вся Волгоградская область, находится в часовой зоне МСК (московское время). Смещение применяемого времени относительно UTC составляет +3:00.

## Население
| 1897 | 1987 | 2002 |
| ---- | ---- | ---- |
| 892  | 880  | 896  |

| 1861 | 1891 | 2010  |
| ---- | ---- | ----- |
| 570  | ↗855 | ↗2086 |